# Commission Nye
 (février 2021).
La mise en forme du texte ne suit pas les recommandations de Wikipédia : il faut le « wikifier ».
Les points d'amélioration suivants sont les cas les plus fréquents. Le détail des points à revoir est peut-être précisé sur la page de discussion.
- Les titres sont pré-formatés par le logiciel. Ils ne sont ni en capitales, ni en gras.
- Le texte ne doit pas être écrit en capitales (les noms de famille non plus), ni en gras, ni en italique, ni en « petit »…
- Le gras n'est utilisé que pour surligner le titre de l'article dans l'introduction, une seule fois.
- L'italique est rarement utilisé : mots en langue étrangère, titres d'œuvres, noms de bateaux, etc.
- Les citations ne sont pas en italique mais en corps de texte normal. Elles sont entourées par des guillemets français : « et ».
- Les listes à puces sont à éviter, des paragraphes rédigés étant largement préférés. Les tableaux sont à réserver à la présentation de données structurées (résultats, etc.).
- Les appels de note de bas de page (petits chiffres en exposant, introduits par l'outil «  Source ») sont à placer entre la fin de phrase et le point final[comme ça].
- Les liens internes (vers d'autres articles de Wikipédia) sont à choisir avec parcimonie. Créez des liens vers des articles approfondissant le sujet. Les termes génériques sans rapport avec le sujet sont à éviter, ainsi que les répétitions de liens vers un même terme.
- Les liens externes sont à placer uniquement dans une section « Liens externes », à la fin de l'article. Ces liens sont à choisir avec parcimonie suivant les règles définies. Si un lien sert de source à l'article, son insertion dans le texte est à faire par les notes de bas de page.
- La présentation des références doit suivre les conventions bibliographiques. Il est recommandé d'utiliser les modèles {{Ouvrage}}, {{Chapitre}}, {{Article}}, {{Lien web}} et/ou {{Bibliographie}}. Le mode d'édition visuel peut mettre en forme automatiquement les références.
- Insérer une infobox (cadre d'informations à droite) n'est pas obligatoire pour parachever la mise en page.

Pour une aide détaillée, merci de consulter Aide:Wikification.
Si vous pensez que ces points ont été résolus, vous pouvez retirer ce bandeau et améliorer la mise en forme d'un autre article.
Pour les articles homonymes, voir Nye.
La Commission Nye ou « Nye Committee » (1934 -1936), en anglais, ou encore Special Committee on Investigation of the Munitions Industry (Comité spécial d'enquête sur l'industrie des munitions), est une commission d'enquête du Sénat américain sur l'implication des banques et des industries d'armement dans l'engagement des États-Unis dans la Première Guerre mondiale, dans les fournitures aux alliés et sur les profits qui en sont résultés. Elle était présidée par le sénateur américain Gerald Nye (Républicain-Dakota du Nord).
Cette commission a joué un rôle important de soutien public et politique à la neutralité américaine dans les premiers stades de la Seconde Guerre mondiale, et peut même, à la limite, être considérée comme un des facteurs de l'échec français de 1940.

## Contexte
Au cours des années 1920 et 1930, des dizaines de livres et d'articles sont apparus sur le coût élevé de la guerre, et certains ont soutenu que les financiers et les fabricants d'armes avaient poussé les États-Unis à entrer dans la Première Guerre mondiale. L'un des plus connus était Smedley D. Butler, un général à la retraite du Corps des Marines qui était devenu le porte-parole des éléments anti-guerre de gauche. America Goes To War (1938) de l'historien Charles Callan Tansill a exploité le volumineux rapport de témoignages et de preuves du Comité Nye pour développer et confirmer la forte influence exercée par la finance de Wall Street (notamment JP Morgan) et l'industrie de l'armement (notamment Du Pont) dans le processus qui a conduit à une intervention américaine.

La pression pour la nomination du sénateur Gerald Nye (R-ND) à la présidence de ce comité est venue du sénateur George Norris (R-NE). Selon la militante pour la paix Dorothy Detzer, Norris a déclaré: "Nye est jeune, il a une énergie inépuisable et il a du courage. Ce sont tous des avantages importants. Il peut parfois être téméraire dans ses jugements, mais c'est la témérité de l'enthousiasme." Norris a proposé Nye comme "... le seul sur les 96 qu'il estimait avoir la compétence, l'indépendance et la stature pour la tâche."

## Organisation
Ce comité de sept membres a été créé le 12 avril 1934. Il était composé de Nye (président du comité), de deux sénateurs Républicains (la minorité) et de quatre Démocrates (la majorité) : Homer T.Bone (D-WA), James P. Pope (D-ID), Bennett Champ Clark (D-MO), Walter F. George (D-GA), W. Warren Barbour (R-NJ) et Arthur H. Vandenberg (R-MI).
Stephen Rauschenbusch, fils d'un militant Chrétien Social GW Rauschenbusch, a été nommé conseiller principal du Comité; ses avocats assistants comprenaient Robert Wolforth, Josephine Burns et Alger Hiss. John T. Flynn "a joué un rôle majeur au cours de l'enquête" en tant que membre du Conseil consultatif d'experts du comité. Alger Hiss a été assistant juridique (conseiller) du comité de juillet 1934 à août 1935. Plus célèbre, Hiss a "harcelé" les fonctionnaires de Du Pont et a interrogé et contre-interrogé Bernard Baruch le 29 mars 1935. À propos de leur témoignage, Dorothy Detzer (Appointment on the Hill, p. 169) rapporte: « Les quatre frères Du Pont » ont affirmé "solennellement que les profits de la société, de 400% pendant la Première Guerre mondiale, n'étaient que le fruit de bonnes affaires."

Cependant, la commission a créé un courant d'opinion qui a contribué à un climat de paralysie américaine face aux initiatives nazies et japonaises qui ont mené à la guerre.

## Auditions
Au cours de 93 auditions, le comité Nye interrogea plus de 200 témoins. Les premières auditions ont eu lieu en septembre 1934 et les auditions finales en février 1936. Elles ont porté sur quatre sujets :
- l'industrie des munitions ;
- les appels d'offres sur les marchés publics dans le secteur de la construction navale ;
- les bénéfices de guerre ;
- le contexte menant à l'entrée des États-Unis dans la Première Guerre mondiale.

## Ce qui en résulte
Le comité a documenté les énormes profits réalisés par les usines d'armes et munitions pendant la guerre. Il a révélé que les banquiers avaient fait pression sur Wilson pour qu'il intervienne dans la guerre afin de protéger leurs prêts à l'étranger. En outre, l'industrie de l'armement était responsable de la fixation des prix et a exercé une influence excessive sur la politique étrangère américaine avant et pendant la Première Guerre mondiale.
Selon le site Web du Sénat américain:
"L'enquête a pris fin brusquement au début de 1936. Le Sénat a interrompu le financement des commissions après que le président Nye a attaqué la personne même du président démocrate Woodrow Wilson. Nye a suggéré que Wilson avait caché des informations essentielles au Congrès en prévision d'une déclaration de guerre. Les dirigeants démocrates, y compris le président de la commission des crédits, Carter Glass de Virginie, ont déclenché une réaction furieuse contre Nye pour avoir « sali le sépulcre de Woodrow Wilson ».
Dans ses mémoires, Appointment on the Hill (p. 169), Dorothy Detzer, témoin oculaire intime des entretiens du Comité, résume: "La longue enquête exhaustive... a produit un rapport sordide d'intrigues et de pots-de-vin; de collusion et des profits; des frayeurs belligènes artificiellement favorisées et des conférences [de désarmement] délibérément détruites. " Les "recommandations, accompagnant les rapports du comité au Sénat, ont été présentées dans une série de mesures législatives interdépendantes... Le projet de loi sur la neutralité, prévoyant un embargo sur les armes et les prêts aux nations en guerre a été la seule loi et n'a été que partiellement promulguée. Mais l'ensemble n'a été que peu efficace par des dispositions de « demi-mesure » (p. 171).